# Эрнандес Лопес, Петрона
Петрона Эрнандес Лопес (исп. Petrona Hernández López; 3 мая 1890? — 14 февраля 2007), урождённая Мария де ла Крус (Maria de la Cruz), известная также как Аманда Агилар (Amanda Aguilar) — никарагуанская революционерка, участница Сандинистской революции.

## Биография
Считается, что Мария де ла Крус родилась в чрезвычайно бедной крестьянской семье 3 мая 1890 года, однако эта дата не верифицирована. Она приняла имя Аманда Агилар для революционной деятельности, а затем скрывалась под именем Петрона Эрнандес Лопес для собственной защиты.
Входила в Сандинистский фронт национального освобождения (СФНО) и боролась за свободу Никарагуа от режима династии Сомоса с 1930-х по 1979 год. В 1961 году вся её семья присоединилась к СФНО. Её мать, Мария Венансия, также участвовала в революционной борьбе и умерла в заточении. В 1920-х обе они вместе с Сандино сопротивлялись оккупации страны морской пехотой США. У Аманды Агилар было трое детей, двое из которых были убиты диктатурой. Два её брата, Хуан и Эстебан Эрнандес, также были убиты: их выбросили с самолёта.
Лопес умерла 14 февраля 2007 года. После смерти долгожительницы её героизм почтили товарищи по революционной борьбе, в том числе президент Даниэль Ортега. На момент смерти она считалась самой старой женщиной в Никаруагуа. Она была похоронена в Эль-Кармен, Ранчо Гранде.

### Женщины Куа
В 1960-х годах многие женщины из никарагуанского муниципалитета Эль-Куа организовались для поддержки партизан. В 1968 году поселения в этом районе подверглись нападению сомосистской Национальной гвардии: мужчины были убиты, а женщины заключены в тюрьмы. Нацгвардейцы выбивали из них информацию о партизанах, но женщины отказывались её выдать, в результате девятнадцать из них были изнасилованы и подвергнуты пыткам. Они стали известны как Женщины Куа.
Спустя шесть месяцев заключения, насилия и пыток они были освобождены. После освобождения Лопес рассказала об их опыте, что шокировало общественное мнение. Она была самой старшей в группе и считалась её лидером. Среди других участниц были Гладис Баес, Глория Мартинес и Дорис Тихерино.
Их героизму было посвящено стихотворение Эрнесто Карденаля, опубликованное в 1985 году. Его текст был положен в основу популярной революционной песни, написанной Карлосом Мехия Годоем.